# Canthigaster janthinoptera
Canthigaster janthinoptera, tên thông thường là cá nóc tảng ong, là một loài cá biển thuộc chi Canthigaster trong họ Cá nóc. Loài này được mô tả lần đầu tiên vào năm 1855.

## Phân bố và môi trường sống
C. janthinoptera có phạm vi phân bố ở vùng biển Ấn Độ Dương - Thái Bình Dương. Ở phía tây Ấn Độ Dương, loài này được tìm thấy từ Biển Đỏ và vịnh Aden, dọc theo bờ biển Đông Phi về phía nam đến Transkei, Nam Phi, bao gồm Madagascar và các hòn đảo xung quanh; ở phía đông, C. janthinoptera có mặt Sri Lanka, quần đảo Chagos và Maldives. Từ biển Andaman, phạm vi của C. amboinensis trải rộng về phía đông đến hầu hết quần đảo Mã Lai, băng qua một số quần đảo thuộc 3 tiểu vùng: Melanesia, Micronesia và Polynesia. Phía bắc trải dài đến đảo Đài Loan và phía nam Nhật Bản. Phía nam giới hạn đến vùng biển Tây Bắc và Đông Úc. Loài cá này cũng được tìm thấy tại Việt Nam (từ Quảng Nam trở vào nam). Ở phía đông Thái Bình Dương, C. janthinoptera thỉnh thoảng được quan sát tại quần đảo Galapagos. C. janthinoptera được tìm thấy ở xung quanh các rạn san hô và bọt biển, và trong các thảm cỏ biển ở độ sâu khoảng từ 1 đến 30 m.

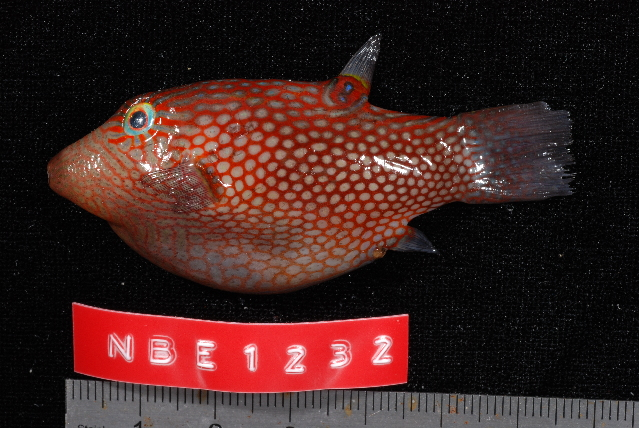
C. janthinoptera

## Mô tả
C. janthinoptera trưởng thành có kích thước tối đa được ghi nhận là khoảng 9 cm. Cơ thể có màu nâu với các đốm màu lục nhạt, vàng, cam hoặc trắng phủ khắp cơ thể. Xung quanh mắt tỏa ra các vệt màu vàng và xanh lục. Vây đuôi màu nâu nhạt.
Số gai ở vây lưng: 0; Số tia vây mềm ở vây lưng: 9 - 10; Số gai ở vây hậu môn: 0; Số tia vây mềm ở vây hậu môn: 9 - 10; Số tia vây mềm ở vây ngực: 16 - 18.
Cũng như những loài cá nóc khác, C. janthinoptera có khả năng sản xuất và tích lũy các độc tố như tetrodotoxin và saxitoxin trong da, tuyến sinh dục và gan. Mức độ độc tính khác nhau tùy theo từng loài, và cũng phụ thuộc vào khu vực địa lý và mùa.
Thức ăn của C. janthinoptera rất đa dạng, bao gồm các loài động vật giáp xác và động vật thân mềm. Chúng được đánh bắt nhằm mục đích thương mại cá cảnh.